# Llista de societats astronòmiques
Llista de grups notables dedicats a la promoció de la recerca i l'educació de l'astronomia.

## Llista
- Astronomiska sällskapet Tycho Brahe, a Malmö, Suècia
- Amateur Astronomers Association of Pittsburgh.
- Associació Americana d'Observadors d'Estrelles Variables, és una organització entre professionals i amateurs per estudiar estrelles que varien en brillantor.
- Societat Astronòmica Americana.
- American Meteor Society, és una organització d'aficionats que s'especialitza en les observacions de meteorits.
- Association of Lunar and Planetary Observers, és una organització amateur.
- Astronomical League, una organització paraigua de societats d'astronomia d'aficionats dels EUA.
- Societat astronòmica d'Austràlia (ASA), el cos professional que representa astrònoms dins d'Austràlia.
- Societat astronòmica de Glasgow.
- Societat astronòmica de Nova Gal·les del Sud, basada a Sydney, Austràlia.
- Societat astronòmica d'Austràlia Del sud.
- Societat astronòmica de Sud-àfrica.
- Societat astronòmica de l'Oceà Pacífic.
- Societat astronòmica de Victòria, basada a Melbourne, Austràlia.
- Societat astronòmica Ruđer Bošković, de Belgrad, Sèrbia.
- Astronomische Gesellschaft (Societat Astronòmica alemanya).
- Societat astronòmica de Birmingham, a Birmingham, Alabama.
- Associació Astronòmica Britànica (BAA), l'associació nacional sènior d'astrònoms d'aficionat en el Regne Unit.
- Confederation of Indian Amateur Astronomers (Índia).
- Cornell Astronomical Society, acull nits d'observació pública a Fuertes Observatory de la Universitat Cornell.
- Crayford Manor House Astronomical Society - L'astronomia al sud-est de Londres i al nord de West Kent, Bexley i Dartford.
- Escambia Amateur Astronomers Association, nord-oest de Florida.
- EAAE - Associació europea per Educació d'Astronomia, una Associació europea que promou activitats per escoles, mestres i estudiants.
- Federation of Astronomical Societies (Regne Unit).
- International Meteor Organization, és una organització internacional que s'ocupa de les observacions de meteorits.
- Jyotirvidya Parisanstha (Pune, Índia).
- Kaua‘i Educational Association for Science and Astronomy (Kauai, Hawaii).
- Khagol vishwa (Índia).
- Khagol Mandal (Mumbai, Índia).
- Kopernik Astronomical Society (Vestal, Nova York).
- Louisville Astronomical Society.
- Macarthur Astronomical Society, un grup d'aficionats a l'astronomia amb base al sud-oest de Sydney, Austràlia.
- Mohawk Valley Astronomical Society, ubicada al centre de l'Estat de Nova York, EUA.
- Mornington Peninsula Astronomical Society, és una societat astronòmica aficionada basat en el sud-est de Melbourne, Victoria, Austràlia.
- Network for Astronomy School Education - NASE, és un grup de programes de la UAI que treballa en la formació del professorat.
- Northern Virginia Astronomy Club.
- Northumberland Astronomical Society.
- Nottingham Astronomical Society, Nottingham, Anglaterra, Regne Unit.
- Pakistan Amateur Astronomers Society.
- Societat Egípcia d'Astronomia, és una ONG no lucrativa amb seu al Caire, Egipte.
- The Planetary Society.
- Societat Astronòmica Polonesa.
- Royal Astronomical Society a Londres.
- Societat Astronòmica reial del Canadà.
- Societat Astronòmica reial de Nova Zelanda.
- SETI.
- Shreveport-Bossier Astronomical Society.
- Societat Astronòmica Brasilera (SAB), Brasil.
- Societat Astronòmica de França, la societat astronòmica francesa.
- Society for the History of Astronomy.
- Society for Popular Astronomy basada en el Regne Unit per principiants a astronomia d'aficionat.
- Southern Cross Astronomical Society, basada a Miami, Florida, EUA.
- Sutherland Astronomical Society basada en els suburbis del sud de Sydney, Austràlia.
- Spaceturk, una organització d'aficionats que s'especialitza en planetari, lunar, i altres observacions de sistema solars a Turquia.
- Whakatane Astronomical Society en la Badia Oriental d'Abundància, Nova Zelanda.